# Conto Efésio

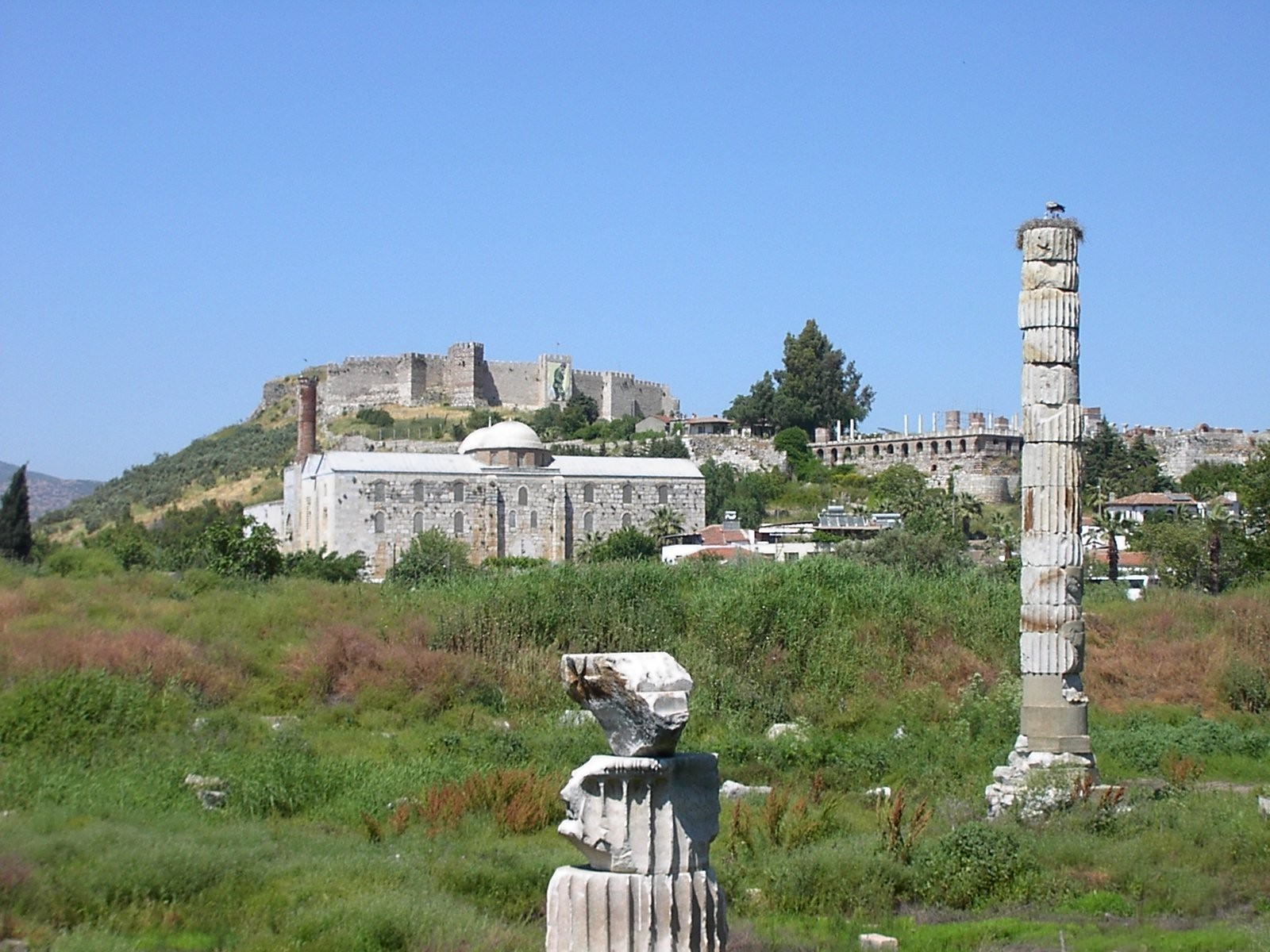
Local do Templo de Ártemis.

O Conto Efésio de Ântia e Habrocomes (em grego:  Ἐφεσιακά, Ephesiaka, "Efesíacas"; também Τὰ κατὰ Ἀνθίαν καὶ Ἁβροκόμην, Ta kata Anthian kai Habrokomēn) de Xenofonte de Éfeso é um romance grego antigo escrito antes do final do século II, talvez por volta da segunda metade do século I.
O tradutor Graham Anderson vê as Efesíacas como "um espécime de literatura penny dreadful da antiguidade". Moses Hadas, um tradutor anterior, tem uma visão um pouco diferente: "Se Um Conto Efésio é um conto absorvente de amor e aventura improvável, é também um tratado para provar que Diana dos Efésios (que foi equiparada a Ísis) se preocupa com seus devotos fiéis."

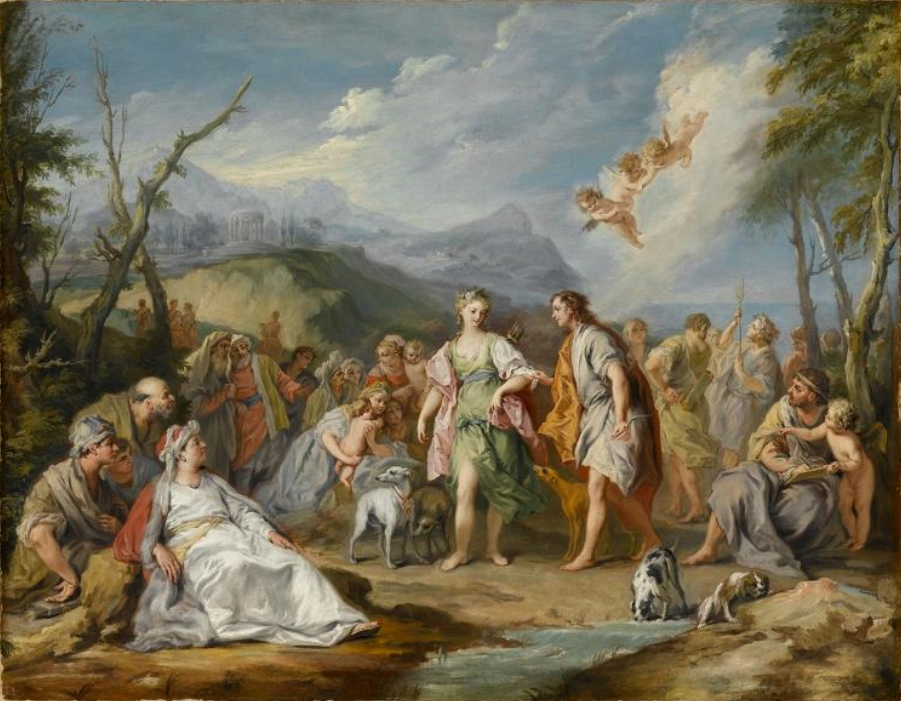
O Encontro de Habrocomes e Anteia (Jacopo Amigoni, 1744)

Devido à sua brevidade e outros fatores, alguns estudiosos sustentam que a versão que temos é apenas um epítome de uma obra mais longa. A Suda, uma enciclopédia histórica grega medieval do século X, descreve o romance como tendo dez livros quando a versão que temos é dividida em cinco. Mas Anderson sugere que "podemos muito bem descobrir que a nossa versão não é uma de duas, mas uma multiplicidade de recontagens de uma história familiar, cujas relações com Xenofonte não são facilmente identificáveis". O tradutor Jeffrey Henderson oferece outra razão para a disparidade: "Para o número de livros, o iotacismo de έ ("cinco") ... é uma explicação mais provável do ί ("dez") de Suda do que a suposição de que nosso texto é um epítome". A história é muito semelhante à história posterior de Apolônio de Tiro.